# Paulo da Gama
Paulo da Gama (Olivença, c. 1465 — Angra, junho de 1499) foi um navegador português.

## Biografia
Viveu na Quinta da Fidalga ou no Vale do Grou em Arrentela, em frente da Baía do Seixal, o que lhe terá permitido assistir à construção de caravelas.
Irmão mais velho de Vasco da Gama, comandou a nau São Rafael quando acompanhava o seu mais novo irmão na descoberta do caminho marítimo para a Índia, mas veio a morrer no fim da viagem de regresso e foi sepultado na ilha Terceira, nos Açores, na Igreja de Nossa Senhora da Guia do Convento de São Francisco de Angra do Heroísmo.
A nau São Rafael, sob o comando de Paulo da Gama, foi queimada na viagem de regresso, por não se encontrar em condições de navegabilidade.
Paulo da Gama morreu de doença em Angra, em junho de 1499, acompanhado pelo seu irmão.